# Конкас (Нуоро)
Конкас је насеље у Италији у округу Нуоро, региону Сардинија.
Према процени из 2011. у насељу је живело 22 становника. Насеље се налази на надморској висини од 132 м.